# رنر (داکوتای جنوبی)
رنر (به انگلیسی: Renner) یک منطقهٔ مسکونی در ایالات متحده آمریکا است که در شهرستان مینه‌هاها، داکوتای جنوبی واقع شده‌است. رنر ۴۳۷٫۰۹ متر بالاتر از سطح دریا واقع شده‌است.